# Psí život (film, 1918)
Psí život (anglicky A Dog’s Life) je americký němý film z roku 1918. Snímek režíroval Charlie Chaplin a sám si zahrál i hlavní roli Tuláka. 
Dalším hrdinou filmu je opuštěný voříšek, kterého se Tulák ujme. V roli barové zpěvačky se objevila dlouholetá Chaplinova profesní partnerka Edna Purviance a v menší roli pouličního prodavače občerstvení též nevlastní Charliův bratr Syd Chaplin. Bylo to poprvé, kdy se oba bratři společně setkali na filmovém plátně.

## Děj
Tulák je bez práce a přespává v opuštěné ohradě. Když se ráno probudí, tak kolem ohrady prochází pouliční prodejce občerstvení. Hladový tulák se mu pokouší dírou v plotě ukrást nějaké jídlo, ale je přistižen strážníkem. Začíná groteskní honička, ve které se podaří Tulákovi za pomoci několika vychytralých úskoků uprchnout.
Později se Tulák ujme opuštěného voříška Scrapse, kterého pronásleduje smečka dalších psů. Rychle se spřátelí a protože jsou oba hladoví, tak se společně pokušejí ukrást nějaké jídlo, což je opět zdrojem několika komických situací.

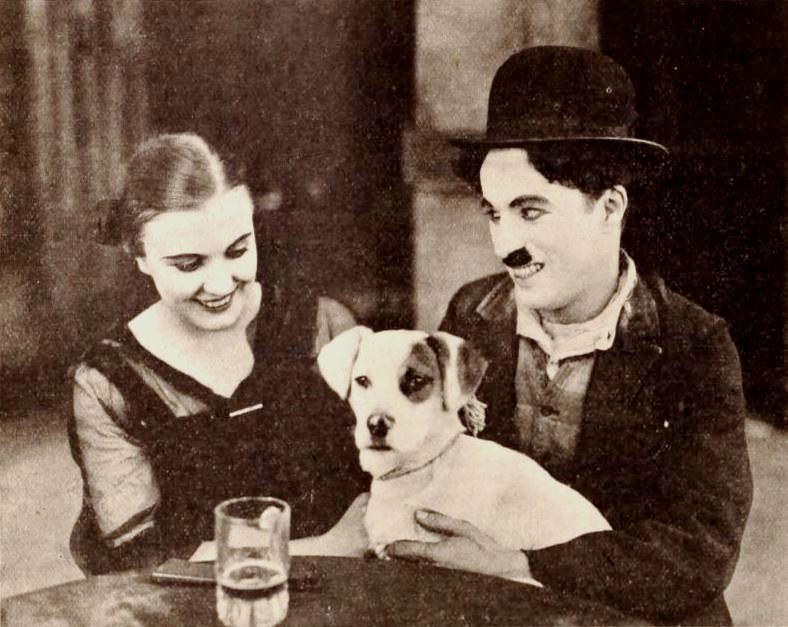
Tulák, zpěvačka a Scraps v baru

Tulák přichází do baru, kam psi nesmějí. Ukryje tedy Scrapse do svých širokých kalhot, z nichž kouká jen psí ocas. Na scéně se poté objevuje zpěvačka, které majitel baru radí, aby se usmívala a mrkala na návštěvníky, a že jí jistě pak někdo koupí drink. Vyzkouší tuto taktiku na Tuláka, který pochopitelně nemá peníze, tak je vzápětí z baru vyhozen. Ještě předtím si chvíli s dívkou povídá a snaží se ji rozveselit, protože je evidentně znechucena prací a drsnými poměry v baru.
Tulák se psem se tedy vracejí do ohrady, kam shodou okolností dvojice lupičů na útěku zahrabala ukradenou tobolku naditou penězi. Scrapsovi se ji podaří vyhrabat a z Tuláka je rázem bohatý muž. Vrací se do baru, aby dívce nabídl společný spokojený život na venkově, na který by teď měli dostatek prostředků.
Během rozhovoru Tuláka s dívkou však zloději zahlédnou v tobolku v Tulákových rukách a během následné potyčky se jim podaří ji získat zpět. Tulák se ovšem nevzdává; když si lupiči v salónku dělí kořist, tak schován za látkovou zástěnou jednoho z nich omráčí paličkou. Stále schován za zástěnou vsune své ruce přes tělo omráčeného a “rozhovor” a dělení kořisti tak naoko pokračuje dál. Tulák tak získá polovinu peněz, ale druhý zlosyn vzápětí jeho fintu odhalí. Po krátké honičce jsou oba lupiči zatčeni a Tulák získá i druhou polovinu peněz.
Tulákovi se sen splnil a žije v domku na venkově, věnuje se farmaření a on i jeho žena jsou evidentně šťastni. Pocit štěstí je naplněn měrou vrchovatou, když se oba usmívající manželé sklánějí nad kolébkou a..., v té leží Scraps a několik čerstvě narozených štěňat.

## Herecké obsazení
| Charlie Chaplin | Tulák                                              |
| Edna Purviance  | barová zpěvačka                                    |
| Sydney Chaplin  | majitel pojízdného občerstvení                     |
| Henry Bergman   | tlustý nezaměstnaný / korpulentní tanečnice v baru |
| Charles Reisner | první úředník v pracovní agentuře                  |
| Albert Austin   | druhý úředník v pracovní agentuře / první lupič    |
| Bud Jamison     | druhý lupič                                        |
| Tom Wilson      | policista                                          |